# 李继筠 (唐朝)
李继筠（9世纪—903年），唐朝末年凤翔节度使李茂贞的养子，其父为李茂贞的兄长李茂庄。
901年正月，唐昭宗加李茂贞尚书令、岐王，李茂贞返回凤翔，令李继筠在京师留驻三千军队，充任皇宫的宿值警卫。八月，韩全诲等害怕被杀，密谋用武力挟制昭宗，于是与李继昭、李继海、李彦弼、李继筠深相交结，只有李继昭不肯依从。李继筠、李继海、李彦弼等骄傲专横，到内宫来，就在殿东令宫中杂役唱歌劝酒。十月十九日，韩全诲听说朱全忠攻同州、华州，要到达京师，命令李继筠、李彦弼等率领卫兵劫持唐昭宗，强请驾临凤翔。十月二十九日，神策都指挥使李继筠派遣属下兵士虏掠内廷仓库的珍宝财货、帷帐、皇帝车驾礼器，韩全诲派人秘密送诸王、宫人先往凤翔。十一月初六日，李继筠与中尉韩全诲劫昭宗到凤翔，李茂贞与韩全诲矫诏征兵天下，将讨朱全忠。
903年正月初六，李茂贞被朱全忠围困多年，派遣宦官率领凤翔兵卒四十人拘捕中尉韩全诲、张彦弘，枢密使袁易简、周敬容等，将他们斩首。当天晚上，又将李继筠、李继诲、李彦弼及皇宫内诸司使韩处廷等十六人斩首。派使臣用口袋装着韩全诲等二十余人的首级给朱全忠，向朱全忠求和。